# Łopuchówko (SIMC 0589866)
Łopuchówko – osada leśna w Polsce, położona w województwie wielkopolskim, w powiecie poznańskim, w gminie Murowana Goślina.

## Osady leśne o nazwie Łopuchówko w gminie Murowana Goślina
W gminie Murowana Goślina istnieją dwie miejscowości podstawowe typu osada leśna o nazwie Łopuchówko. Niniejszy artykuł dotyczy osady leśnej, która posiada identyfikator SIMC 0589866. Drugą z nich jest osada leśna Łopuchówko, która posiada identyfikator SIMC 0589872.